# Kotafoun
Kotafoun is een bestuurslaag in het regentschap Timor Tengah Utara van de provincie Oost-Nusa Tenggara, Indonesië. Kotafoun telt 1563 inwoners (volkstelling 2010).